# Tetragnatha chrysochlora
Tetragnatha chrysochlora là một loài nhện trong họ Tetragnathidae.
Loài này thuộc chi Tetragnatha. Tetragnatha chrysochlora được miêu tả năm 1826 bởi Audouin.